# Amtsgericht Lage

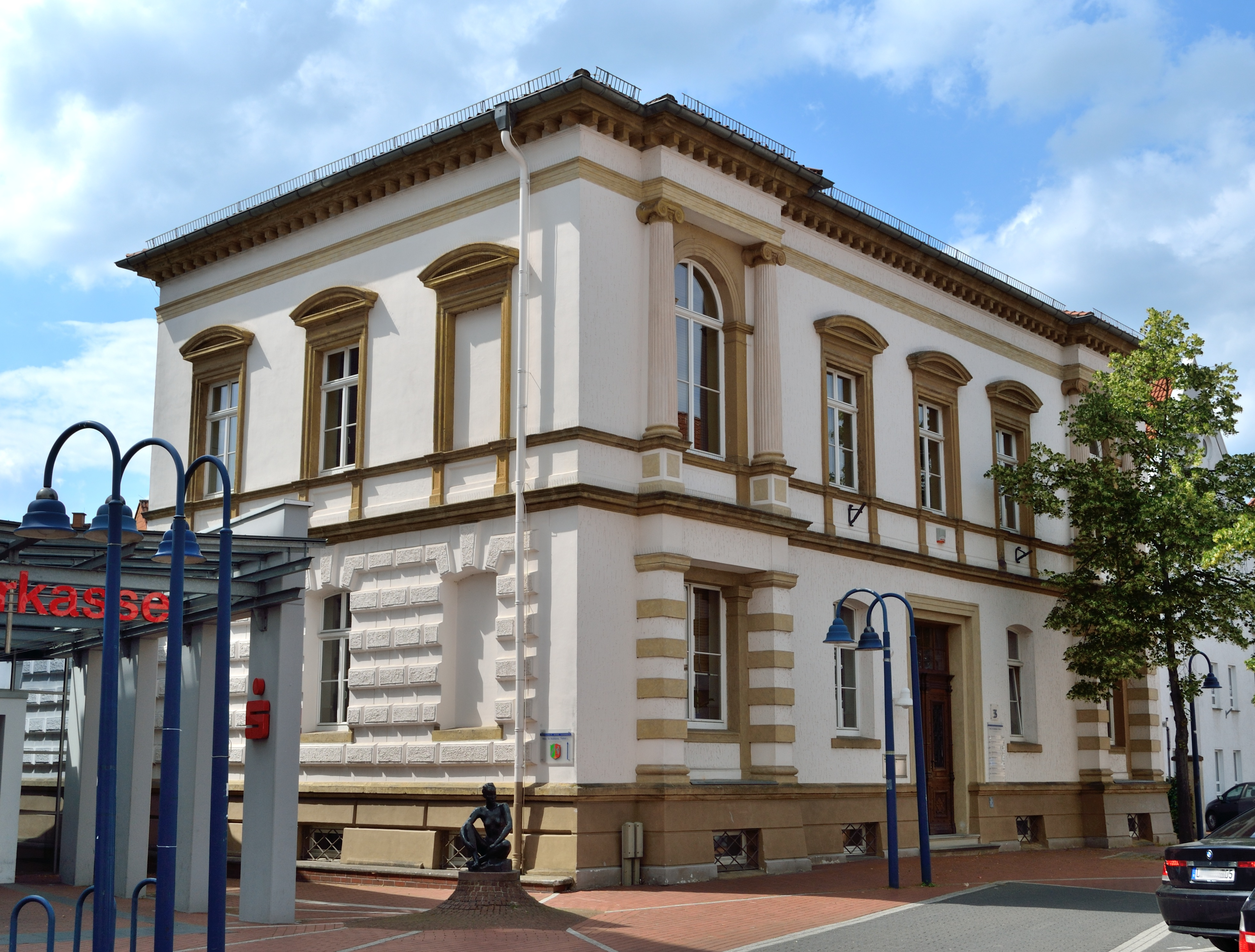
Ehemaliges Amtsgericht Lage in der Gerichtsstraße

Das Amtsgericht Lage war bis 1979 ein Amtsgericht in Lage im nordrhein-westfälischen Kreis Lippe. Es war dem Landgericht Detmold unterstellt. Sein ehemaliger Bezirk gehört heute zum Amtsgericht Detmold.
Das Amtsgericht Lage wurde wie die anderen lippischen Amtsgerichte 1879 eingerichtet und war zuletzt zuständig für das Gebiet der heutigen Stadt Lage. Im Zuge von Verwaltungsvereinfachungen wurde der Bezirk des Amtsgerichts Lage 1979 dem Amtsgerichtsbezirk Detmold zugeschlagen. Das Gerichtsgebäude befindet sich in der Gerichtsstraße 3 und ist mit der Nummer 69 als Baudenkmal in die städtische Denkmalliste eingetragen.